# Антимонид дипразеодима
Антимонид дипразеодима — бинарное неорганическое соединение
празеодима и сурьмы
с формулой Pr2Sb,
кристаллы.

## Получение
- Нагревание чистых веществ в вакууме:

{\displaystyle {\mathsf {2Pr+Sb\ {\xrightarrow {1490^{o}C}}\ Pr_{2}Sb}}}

## Физические свойства
Антимонид дипразеодима образует кристаллы
тетрагональной сингонии,
пространственная группа I 4/mmm,
параметры ячейки a = 0,455 нм, c = 1,782 нм, Z = 4,
структура типа антимонида дилантана La2Sb
.
Соединение образуется по перитектической реакции при температуре 1490°С (1470°С).